# Khakhea
Khakhea is een dorp in het district Southern in Botswana. De plaats telt 2944 inwoners (2011).